# San Gregorio VII

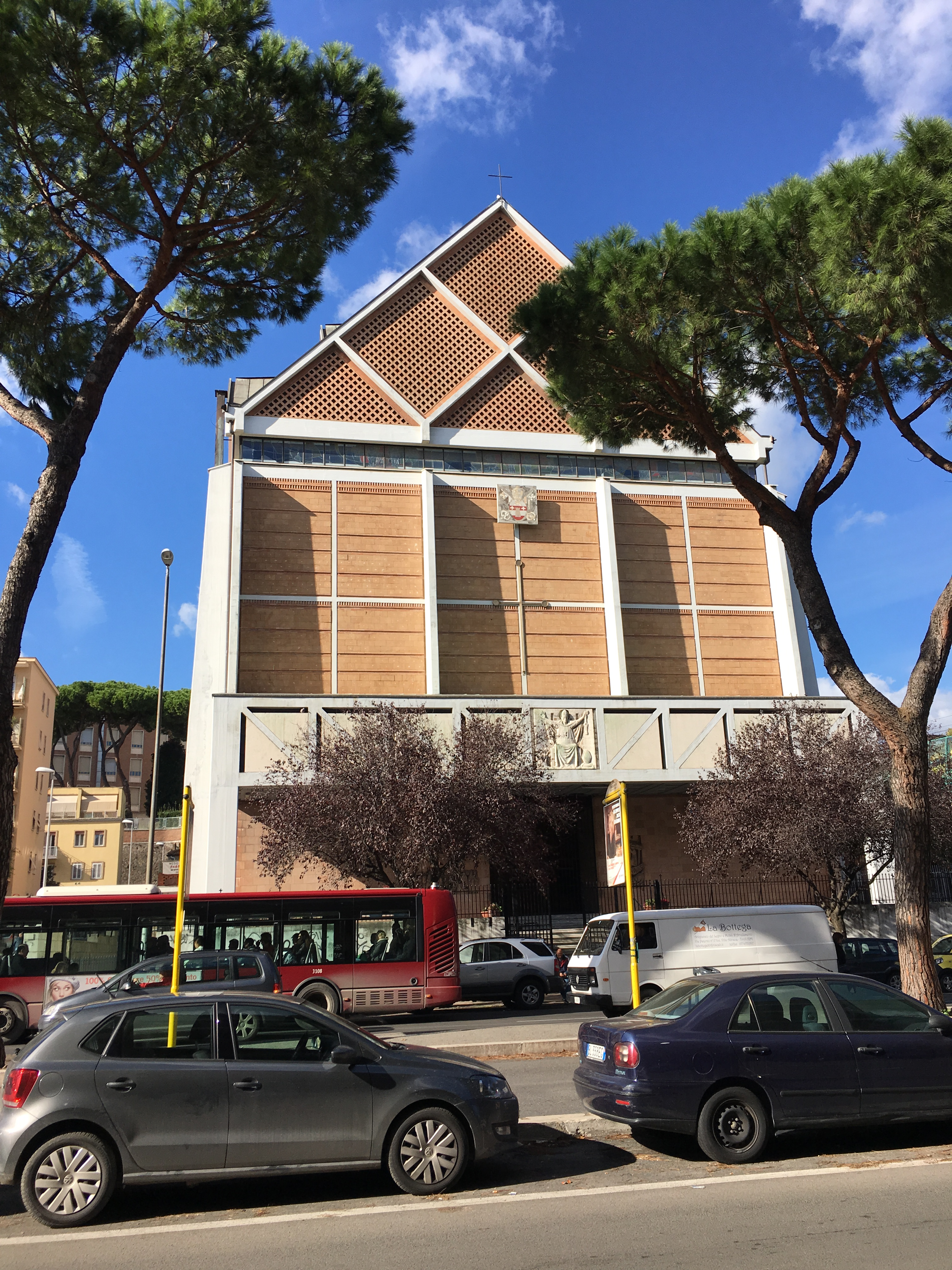
Vista da igreja.

San Gregorio VII, chamada também de San Gregorio Settimo, é uma igreja titular de Roma localizada na Via del Cottolengo (Via Gregorio VII), no quartiere Aurelio, com entrada na Piazza Gregorio VII, 2. É dedicada ao papa São Gregório VII. O atual cardeal-presbítero protetor do título de São Gregório VII é Baselios Cleemis, o arcebispo maior da Igreja Católica Siro-Malancar.

## História

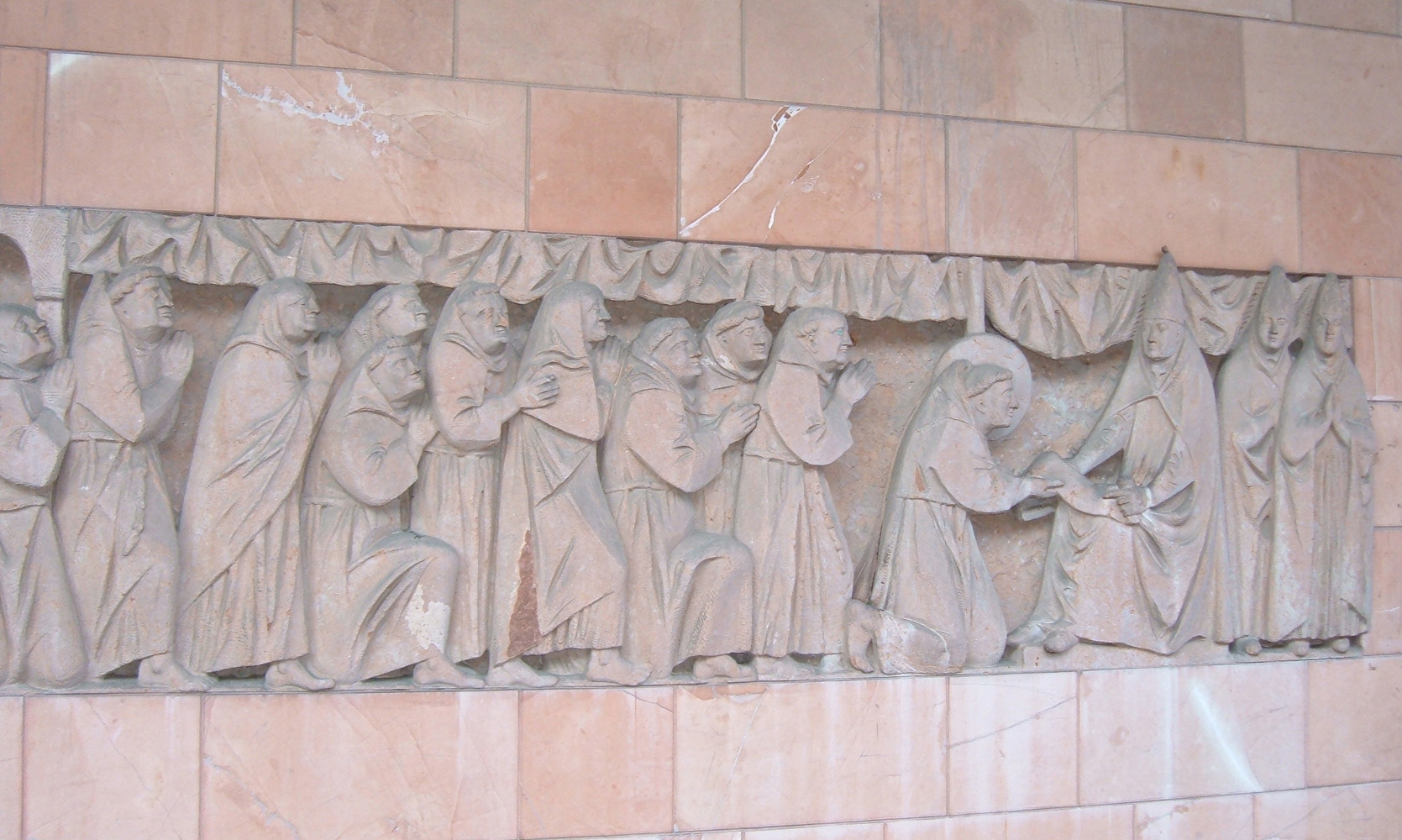
Detalhe de um dos relevos na entrada.

Foi construída com base num projeto de Mario Paniconi e Giulio Pediconi em 1959 para servir à paróquia criada pelo papa Pio XII em 1952. Em 1969, o papa Paulo VI a elevou a sede do título cardinalício de São Gregório VII.

## Descrição

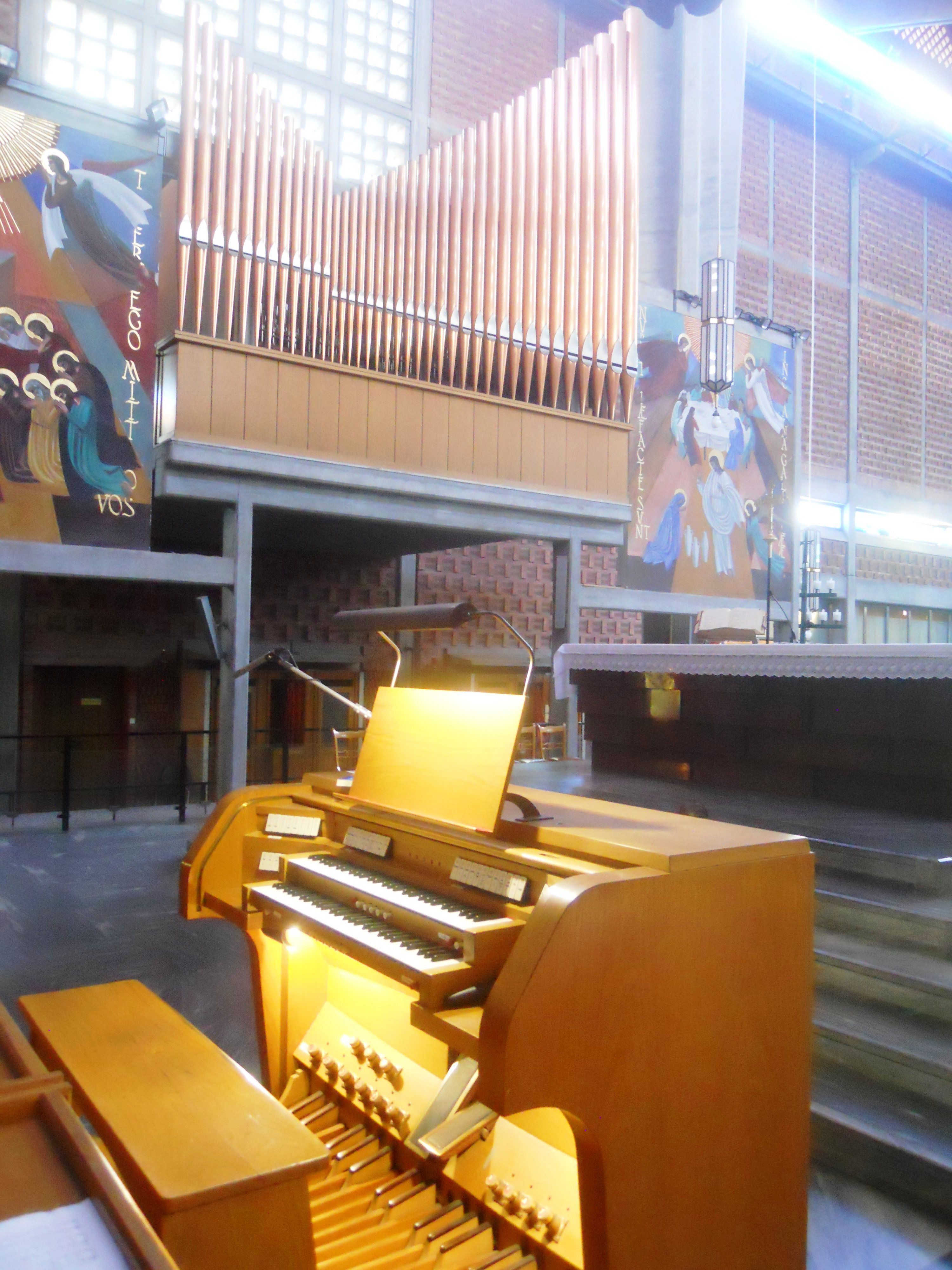
Vista do interior.

Dos lados da entrada estão dois altos-relevos de Luigi Venturini representando o "Sonho de papa Inocêncio III" (à direita) e "Honório III concede a Regra dos Franciscanos", ambos referências a episódios da vida de São Francisco de Assis. Ao lado da estrutura principal está um alto campanário isolado, inspirado nos antigos campanários românicos da cidade. 
O interior, de planta retangular (2310 m2, 66 x 35 m), é dominado pelo altar-mor, onde estão um grupo suspenso de esculturas de bronze, obra de Pericle Fazzini, que representa o "Crucifixo circundado por Anjos, a Madona e São Francisco", dez afrescos coloridos que circundam o presbitério, obra de Luigi Montanarini e uma pintura chamada "Madonna del Gelsomino".
O órgão de tubos, de 1983, é um Mascioni (opus 1058), de transmissão elétrica e dois teclados.